# Time Waits for No One
Time Waits for No One är ett samlingsalbum av The Rolling Stones som innehåller låtar från 1971 till 1977. Albumet släpptes den 1 juni 1979.

## Låtlista
Alla låtar är skrivna av Mick Jagger och Keith Richards.

### Sida 1
1. "Time Waits for No One (sång)" - 6:39
  - från albumet It's Only Rock 'N Roll
2. "Bitch" - 3:37
  - från albumet Sticky Fingers
3. "All Down the Line" - 3:48
  - från albumet Exile on Main St.
4. "Dancing with Mr. D" - 4:52
  - från albumet Goats Head Soup
5. "Angie - 4:33
  - från albumet Goats Head Soup

### Sida 2
1. "Star Star" - 4:26
  - från albumet Goats Head Soup
2. "If Yo Can't Rock Me"/"Get Off of My Cloud" - 4:59
  - från albumet Love You Live
3. "Hand of Fate" - 4:28
  - frpån albumet Black and Blue
4. "Crazy Mama" - 4:34
  - från albumet Black and Blue
5. "Fool to Cry" - 5:04
  - från albumet Black and Blue